# آکوما (فولکلور)
آکوما (ژاپنی: 悪魔 هپبورن: Akuma) یک روح شیطانی در فولکلور ژاپنی است. آکوما نامی است که در مسیحیت ژاپنی به شیطان، و در بوداگرایی ژاپنی به پادشاه اهریمنی ماره اختصاص داده شده است. آکوما در مفهوم غربی به شیطان و دمون نزدیک است. آکوما از ترکیب دو حرف کانجی شامل «آکو» (aku 悪) به معنی شر، و «ما» (魔 ma) به معنی شیطان، تشکیل شده است.
در فرهنگ ژاپن، شیاطینی که تحت نام آکوما شناخته می‌شوند، اغلب به عنوان موجوداتی شریر و ترسناک دیده می‌شوند که ثروت شوم و مصیبت به ارمغان می‌آورد و می‌تواند برای کسانی که او را می‌بینند بداقبالی بیاورد، و این تصور را ایجاد می‌کند که تسخیر شیطانی است، زیرا واژهٔ جن‌گیری نیز در ژاپن آکوما بارایی (悪魔払い Akuma barai) می‌باشد.